# Шумарка
Шумарка — река в России, протекает по Кинель-Черкасскому району Самарской области. Устье реки находится в 59 километрах от устья Сарбая по правому берегу. Длина реки — 16 километров, площадь водосборного бассейна — 67,9 км².

## Этимология
Существует версия происхождения названия от русского диалектного слова шумаркать (громко говорить, сплетничать), возможно, от личного имени или прозвища. Другая версия связана с тюркским словом шумаре (население, жители), её подтверждает урочище Вольная Шумарка в окрестностях реки.

## Данные водного реестра
По данным государственного водного реестра России относится к Нижневолжскому бассейновому округу, водохозяйственный участок реки — Большой Кинель от истока и до устья, без реки Кутулук от истока до Кутулукского гидроузла. Речной бассейн реки — Волга от верхнего Куйбышевского водохранилища до впадения в Каспий.
Код объекта в государственном водном реестре — 11010000812112100008548.